# (2197) Shanghai
(2197) Shanghai ist ein Asteroid des Hauptgürtels, der am 30. Dezember 1965 am Purple-Mountain-Observatorium in Nanjing entdeckt wurde.
Benannt ist der Asteroid nach der chinesischen Hafenstadt Shanghai.